# Donat (Familienname)
Donat ist ein deutscher Familienname.

## Namensträger
- Branimir Donat (1934–2010), kroatischer Autor
- Camille Donat (* 1988), französische Triathletin
- Carlo Donat-Cattin (1919–1991), italienischer Politiker
- Christoph Donat (1625–1706), deutscher Orgelbauer
- Edith Donat (1904–1990), deutsche Pädagogin
- Erna Donat (1914–1995), deutsche Schriftstellerin, Journalistin und Feuilletonistin
- Fedor Maria von Donat (1847–1919), preußischer Offizier
- Franz Donat (Textiltechniker) (1863–nach 1935), österreichischer Textiltechniker, Autor und Fachschullehrer
- Franz Donat (Schriftsteller) (Franz Stehmann; 1891–1960), deutscher Schriftsteller
- Franz Donat (Maler) (1904–1988), tschechoslowakischer Maler
- Gerhard Donat (* 1920), österreichischer Generalmajor
- Hans von Donat (1891–1992), deutscher Generalleutnant im Zweiten Weltkrieg
- Hans Donat (Sozialpädagoge) (1928–2023), katholischer Sozialpädagoge und Autor
- Hans Donat (Ingenieur) (* 1938), Maschinenbauingenieur und Sachbuchautor
- Hans Donat (Mediziner), deutscher Facharzt für Frauenheilkunde und Hochschullehrer
- Helmut Donat (Psychologe) (1909–1998), deutscher Pädagoge, Psychologe und Hochschullehrer
- Helmut Donat (Verleger) (* 1947), deutscher Autor und Verleger
- Johann Daniel Donat (1774–1830), österreichischer Maler
- Josef Donat (1868–1946), österreichischer katholischer Theologe und Philosoph
- Marcell von Donat (* 1933), deutscher Volkswirt und Autor
- Marco Donat (* 1980), deutscher Volleyballspieler und -trainer
- Peter Donat (Schauspieler) (1928–2018), US-amerikanischer Schauspieler kanadischer Abstammung
- Peter Donat (Archäologe) (* 1934), deutscher Archäologe
- Robert Donat (1905–1958), britischer Schauspieler
- Sascha von Donat (* 1969), deutscher Regisseur und Künstlerischer Leiter
- Sebastian Donat (* 1964), deutscher Literaturwissenschaftler
- Theodor Donat (1844–1890), Gründer des Riesengebirgsvereins (1880)
- Ulrike Donat (* 1956), deutsche Juristin, Rechtsanwältin, Mediatorin und Richterin
- Walter Donat (Politiker) (1882–1960), deutscher Politiker (DDP)
- Walter Donat (Japanologe) (1898–1970), deutscher Japanologe und Hochschullehrer